# Chultún

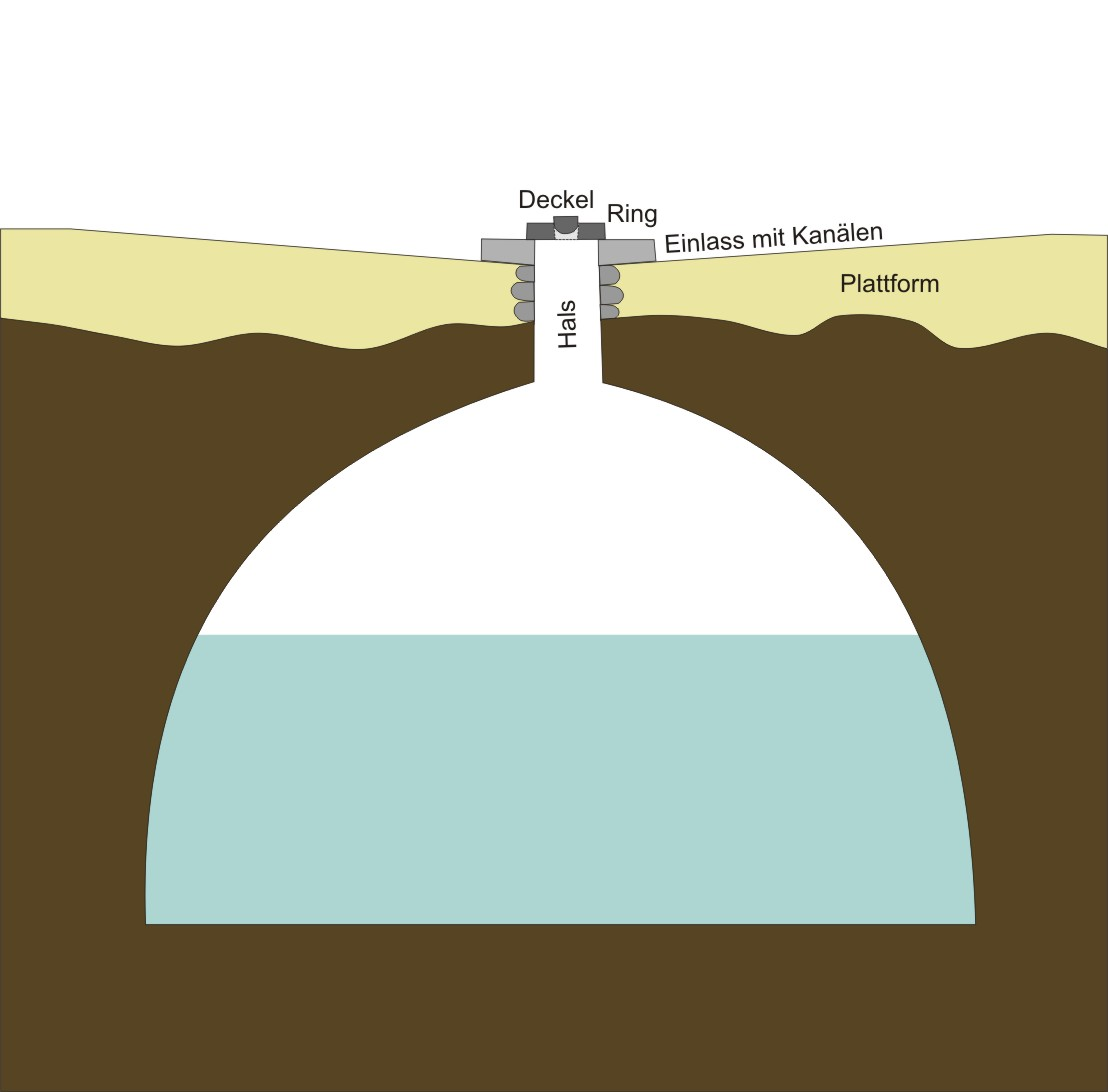
Schematischer Querschnitt durch einen Chultun als Zisterne

Chultún (Yukatekisches Maya, Plural chultunoob) ist eine von den Maya in präkolumbischer Zeit gebaute Zisterne. In den trockenen Gebieten der Halbinsel Yucatán, insbesondere in der Region des Puuc dienten sie in allererster Linie der Trinkwasserversorgung während der Trockenzeit. Sie sind dort in großer Zahl anzutreffen, so über 300 Chultúns in Sayil. Im südlichen Teil der Halbinsel, dem Petén und angrenzenden Gebieten tritt der Chultún seltener auf, hat oft eine andere Form mit einer seitlichen Kammer und wurde zur Speicherung von verschiedenen Gütern (möglicherweise aber nur für die Nüsse des Brotnussbaumes) und vielleicht zum Vergären von alkoholischen Getränken verwendet.

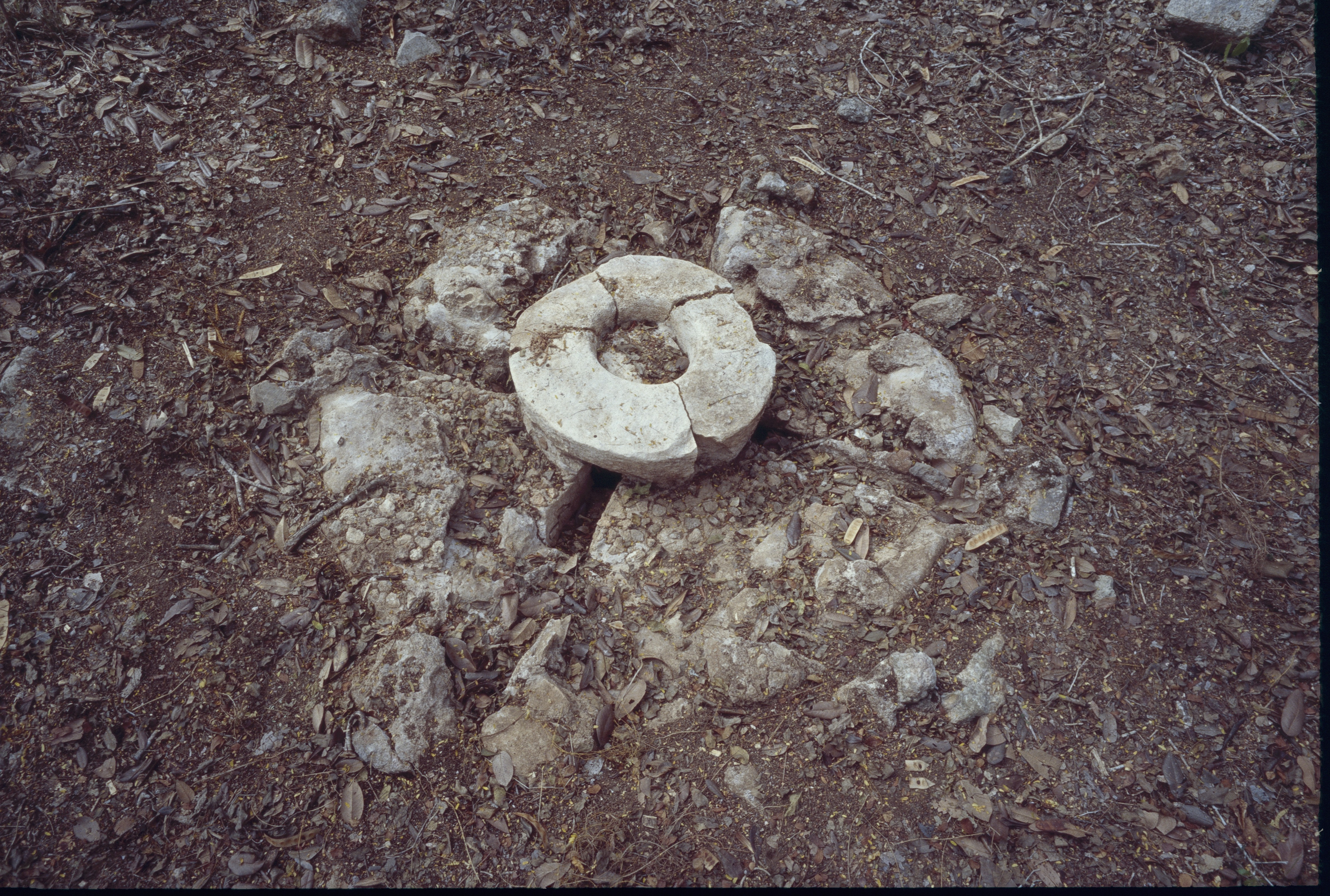
Einlaufkonstruktion eines Chultúns in Xkipché

## Konstruktion
Der Chultún als Zisterne wurde an der Stelle einer geplanten Plattform in den relativ weichen Felsboden eingetieft. Die Gestalt ist kuppel- bis glockenförmig, sie besitzt einen rund 1 Meter langen röhrenförmigen Zugang von oben („Hals“), der zunächst der Entfernung des Aushubs diente, später der Zugang zum gespeicherten Wasser war. Der Durchmesser ist gerade ausreichend, dass ein schlanker Mensch hindurchgleiten kann (40–65 Zentimeter). Der Hohlraum ist zwischen 2,5 und 3 Meter hoch und misst rund 6 Meter im Durchmesser. Die Bodenfläche ist meist etwas unregelmäßig. Bei der Errichtung der Plattform, auf der dann zumeist Wohnbauten errichtet wurden, wurde ein Umkreis von 3 bis 4 Metern Durchmesser leicht geneigt gestaltet. Auf der Plattform rund um den „Hals“ wurde eine gemauerte Konstruktion errichtet, die von meist vier relativ engen Kanälen durchschnitten wird, durch die das Wasser von der leicht abschüssigen Sammelfläche in den Chultún laufen konnte, wobei größere Gegenstände wie Blätter abgehalten wurden. Zentral über dem „Hals“ kam auf der erwähnten Konstruktion ein steinerner Ring zu liegen, in dessen Öffnung ein steinerner Pfropfen gesetzt wurde. Der Pfropfen wurde nur zur Entnahme von Wasser entfernt. Die Wasserentnahme geschah mit speziellen Tongefäßen, durch deren Knäufe Schnüre gezogen wurden, die das Hinunterlassen und Heraufholen ermöglichten. Die dennoch zerbrochenen Gefäße finden sich heute am Boden des Chultúns.
Die Innenwände des Chultúns wurden mit einer dicken Stuckschicht wasserundurchlässig gemacht. Das Wasser erreichte während der Regenzeit nur eine Höhe von 1,5 bis 2 Metern, wie Ablagerungen an den Wänden zeigen. Oft finden sich auf den Stuckverkleidungen plastisch ausgeführte Darstellungen von Wassertieren, insbesondere Fröschen.